# Buława (Opole)
Pour les articles homonymes, voir Buława.
Buława est une localité polonaise de la gmina de Strzeleczki, située dans le powiat de Krapkowice en voïvodie d'Opole.